# Diacyclops danielopoli
Diacyclops danielopoli – gatunek widłonoga z rodziny Cyclopidae, nazwa naukowa gatunku została po raz pierwszy opublikowana w 1999 roku przez hydrobiologów Petera Pospíšila i Fabio Stocha.